# Transfer-RNA

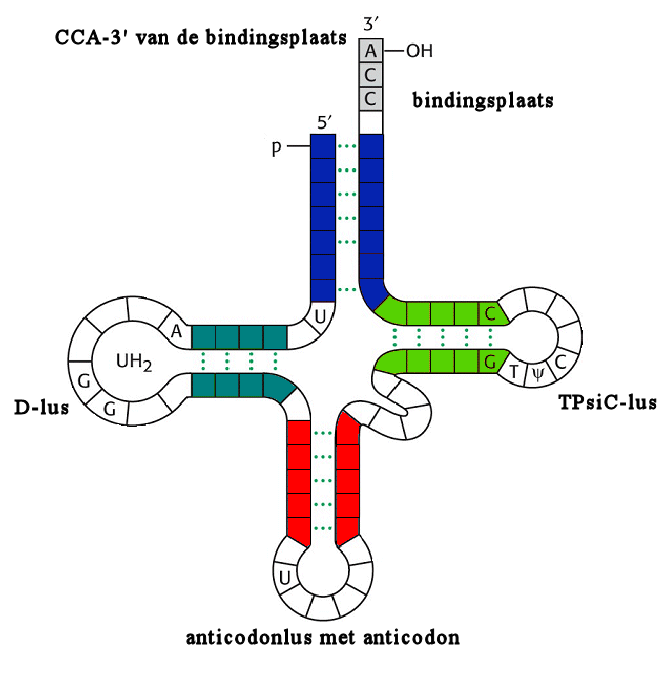
Klaverbladvorm van tRNA

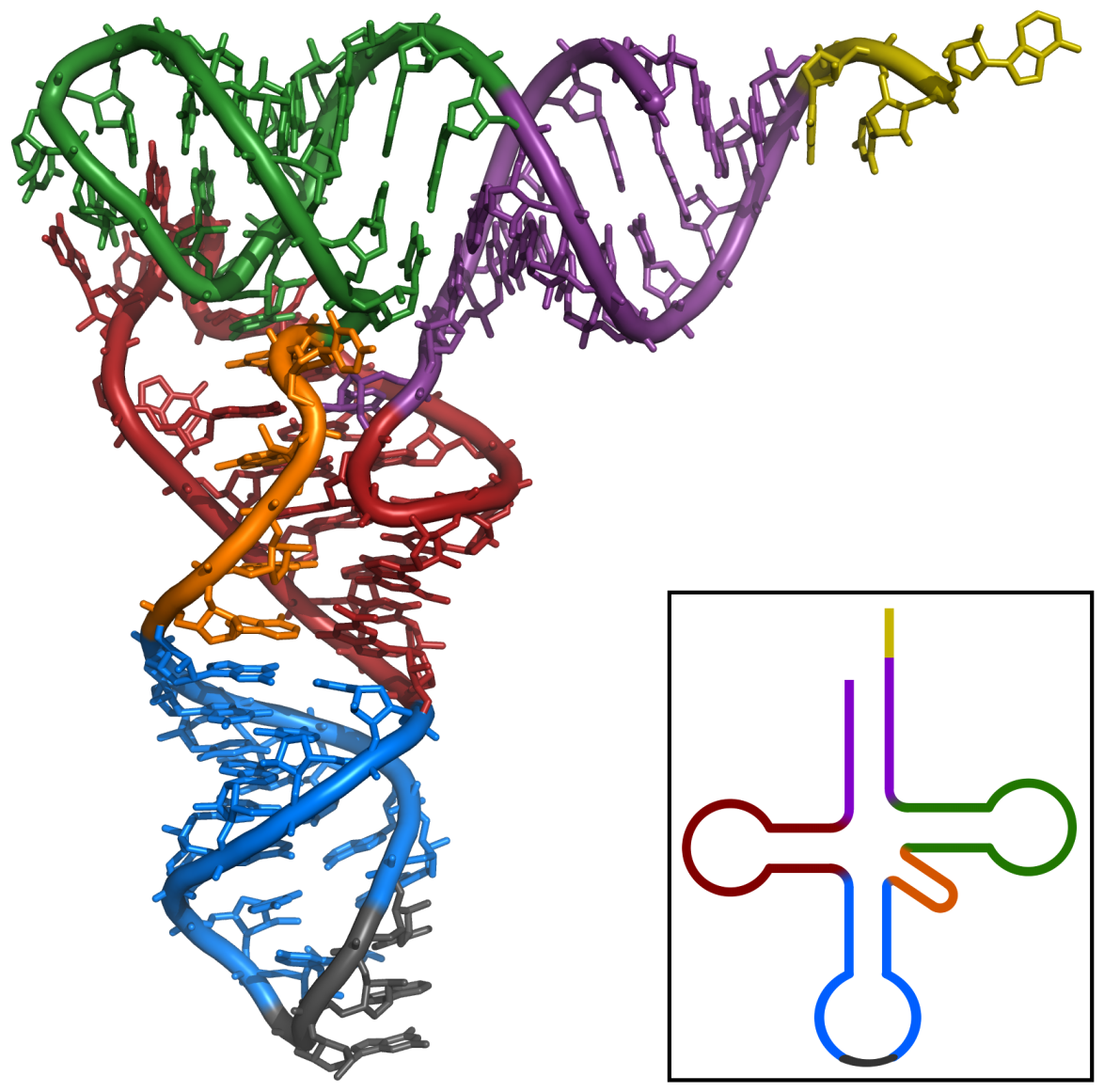
tRNA van gist.
bindingsplaats
D-lus
anticodon-lus
→anticodon
variabele lus
TPsiC-lus
CCA-3' van de bindingsplaats

Transfer-RNA (tRNA) is een vorm van RNA dat een belangrijke katalysator is bij de translatie van mRNA naar eiwitten. Transfer-RNA is een ribozym, een RNA-molecuul met enzymatische activiteit.
Het tRNA-molecuul heeft de vorm van een kruis; dit wordt een klaverbladstructuur genoemd. Deze structuur ontstaat door aanwezige waterstofbruggen. Het heeft ten minste twee belangrijke onderdelen: een anticodon (onder in de afbeelding) en een bindingsplaats voor een van de aminozuren (boven). Hoewel er 64 verschillende mRNA-codons zijn, zijn er geen 64 verschillende tRNA-moleculen. Zo is er bijvoorbeeld geen tRNA-molecuul dat een anticodon bevat complementair aan het stopcodon UAA. Transfer-RNA met het anticodon voor UGA wordt gebruikt om selenocysteïne te coderen en tRNA met het anticodon voor UAG komt in organismen voor die pyrrolysine gebruiken in sommige enzymen. In andere organismen zijn UGA en UAG stopcodons. 
Wanneer verschillende codons voor hetzelfde aminozuur coderen, verschilt meestal de derde base. De anticodons van sommige tRNA's kunnen meer dan één codon herkennen, omdat de tRNA-herkenning van het derde nucleotide van het codon niet altijd juist is. Toch wordt nog steeds het juiste aminozuur ingebouwd, want er zijn 61 codons die coderen voor 20 verschillende standaardaminozuren. 
In het ribosoom heeft het tRNA een eigen bindingsplaats: de zogenaamde A-site. Het anticodon kan binden aan een bijbehorende codon op het mRNA, maar alleen wanneer zo'n codon zich ook in de A-site bevindt. Wanneer deze verbinding tot stand is gebracht, wordt het aminozuur door het ribosoom gekoppeld aan de groeiende keten van het eiwit dat gesynthetiseerd wordt. Nadat het aminozuur is 'afgeleverd', laat het tRNA weer los, waarna het opnieuw gebruikt kan worden. Transfer-RNA is dus een katalysator. Vervolgens kan met behulp van aminoacyl-tRNA-synthetase een 'nieuw' aminozuur aan het tRNA gekoppeld worden. Dit proces heet aminoacylatie. Voor ieder aminozuur is er een aminoacyl-tRNA-synthetase.
De transcriptie van tRNA vindt plaats met behulp van RNA-polymerase III.
De genetische code wordt bepaald door het tRNA. Deze code is voor bijna alle levende wezens dezelfde.